# Хоки
Хоки (яп. 伯耆町 Хо:ки-тё:) — посёлок в Японии, находящийся в уезде Сайхаку префектуры Тоттори. Площадь посёлка составляет 139,45 км², население — 11 134 человека (1 августа 2014), плотность населения — 79,84 чел./км².

## Географическое положение
Посёлок расположен на острове Хонсю в префектуре Тоттори региона Тюгоку. С ним граничат город Йонаго и посёлки Дайсен, Намбу, Хино, Кофу.

## Население
Население посёлка составляет 11 134 человека (1 августа 2014), а плотность — 79,84 чел./км². Изменение численности населения с 1980 по 2005 годы:
| 1980 | 12 071 чел. |  |
| 1985 | 12 346 чел. |  |
| 1990 | 12 630 чел. |  |
| 1995 | 12 709 чел. |  |
| 2000 | 12 663 чел. |  |
| 2005 | 12 343 чел. |  |

## Символика
Деревом посёлка считается тис остроконечный, цветком — ботва.